# Pic de Fenerui
El Pic de Fenerui o Pic Roi, és una muntanya que és al límit dels termes municipals de la Vall de Boí i de Vilaller, a l'Alta Ribagorça; situada en el límit del Parc Nacional d'Aigüestortes i Estany de Sant Maurici i la seva zona perifèrica.

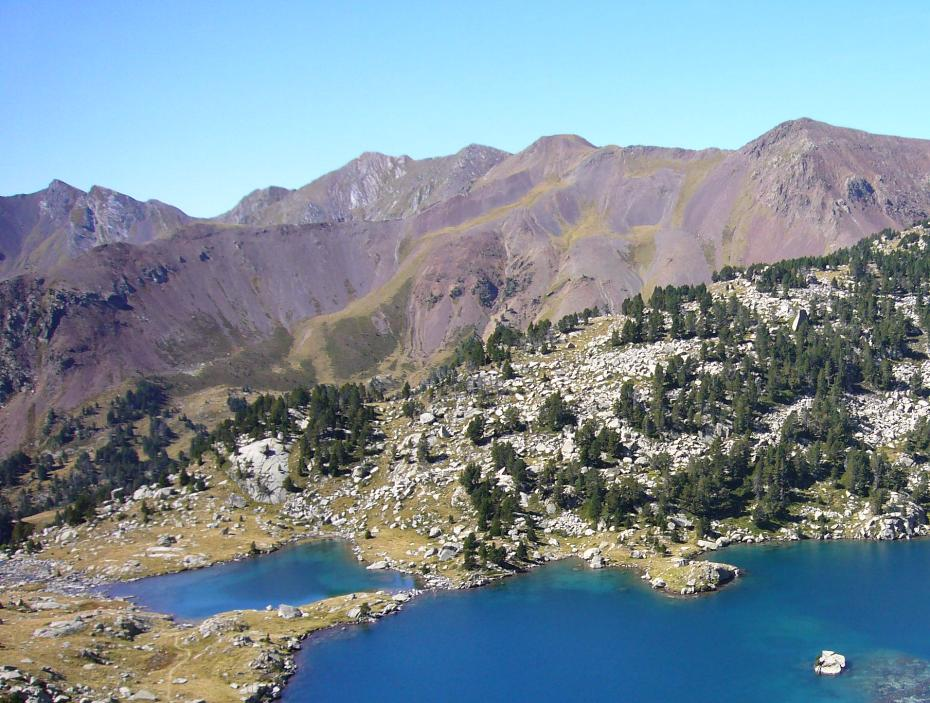
Estany Gémena de Baix (Imatge amb anotacions)

El nom de "roi" li ve pel color de les seves vessants vermelloses, riques en ferro.
El pic, de 2.584,9 metres, es troba en el punt d'intersecció de les carenes que delimiten l'occidental Vall de Barravés, l'oriental Vall de Llubriqueto i la meridional Vall de la Montanyeta. Està situat a l'est del Coll de Senet, al sud del Pic d'Estany Roi i l'oest-nord-oest dels Bonys de la Cova. La ruta normal surt des del Pla de la Cabana, via la Pleta del Pi, Barranc d'Estany Roi i Bonys de la Cova.